# آنا دافين
آنا دافين (بالإنجليزية: Anna Davin)‏ هي نسوية ‏ وكاتِبة بريطانية، ولدت في 1940.